# Arc geodèsic de Struve
L'Arc geodèsic de Struve és un conjunt monumental declarat Patrimoni de la Humanitat per la UNESCO el 2005, conformat per una sèrie de 34 fites o vèrtex per a mesuraments geodèsiques repartits per deu països d'Europa del Nord i Oriental i conformant un arc de gairebé 3.000 km de llargada.

Mapa de l'arc geodèsic de Struve, amb les 34 fites marcades en vermell. (en alemany)

El sistema va ser construït per iniciativa de l'astrònom Friedrich Georg Wilhelm von Struve qui va demostrar per primera vegada duent a terme una sèrie de triangulacions al llarg d'un meridià, que la Terra és aplanada pels pols.
Els seus mesuraments van ser efectuades entre 1816 i 1855 en 265 punts entre l'oceà Àrtic i el mar Negre. Els 34 d'aquest que van ser declarats patrimoni van ser escollits per la seva importància i el seu estat de conservació.

## Recorregut
- Noruega:
  - Fuglenes (70° 40′ 12″ N, 23° 39′ 48″ E, Hammerfest)

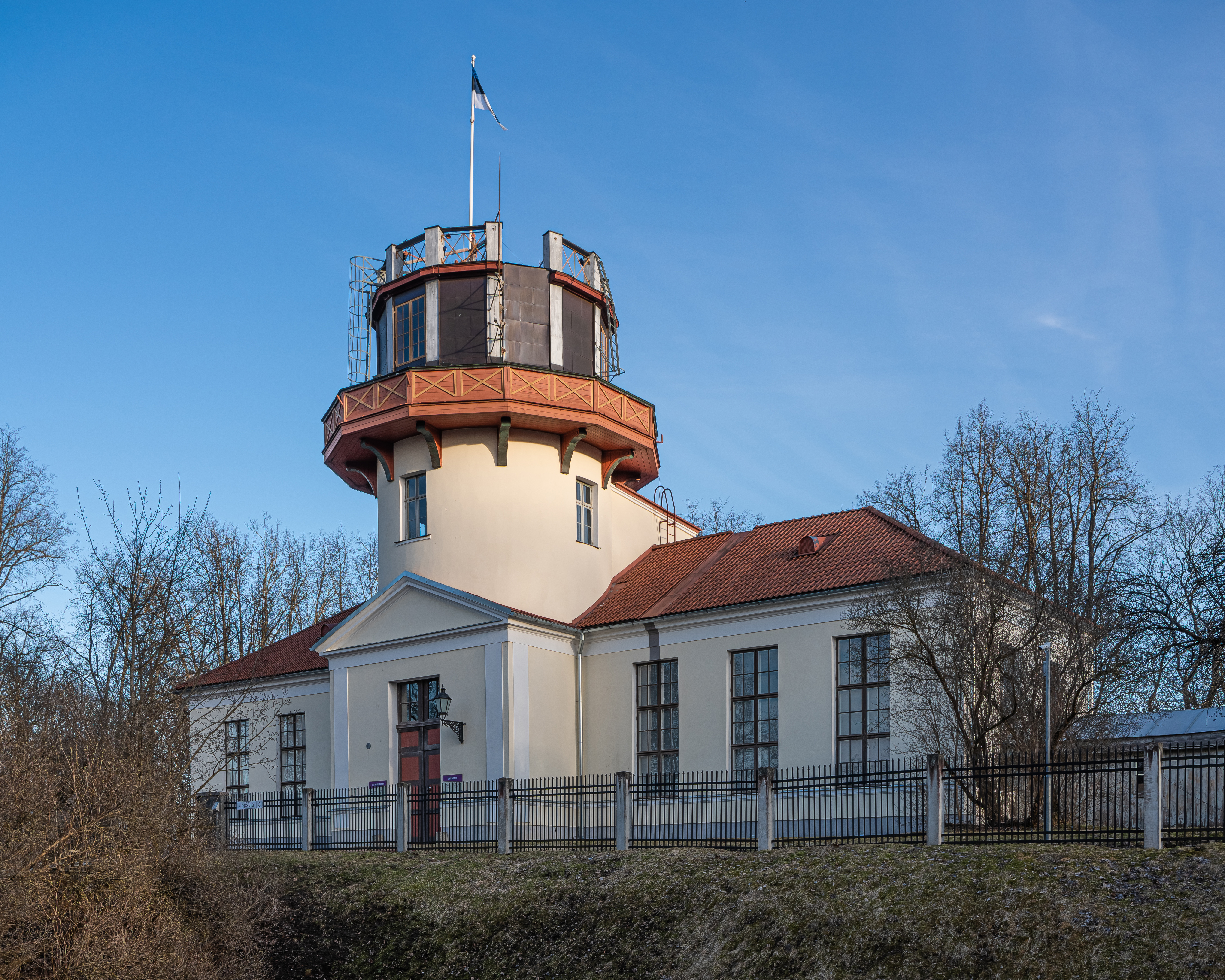
L'observatori de Tartu

  - Lille-Reipas (69° 56′ 19″ N, 23° 21′ 37″ E, Unna Ráipásaš; Alta)
  - Lodiken (69° 39′ 52″ N, 23° 36′ 8″ E, Luvdiidcohkka; Kautokeino)
  - Baelljasvarri (69° 1′ 43″ N, 23° 18′ 19″ E, Bealjášvárri; Kautokeino)

- Suècia:
  - Tynnyrilaki (68° 15′ 18″ N, 22° 58′ 59″ E, Kiruna)
  - Jupukka (67° 16′ 36″ N, 23° 14′ 35″ E, Pajala)
  - Pullinki (66° 38′ 47″ N, 23° 46′ 55″ E, Övertorneå)
  - Perävaara (66° 1′ 5″ N, 23° 55′ 21″ E, Haparanda)

- Finlàndia:
  - "Stuorrahanoaivi" (abans Stuor-Oivi), al municipi d'Enontekiö (68° 40′ 57″ N, 22° 44′ 45″ E)
  - "Aavasaksa" (abans Avasaksa), al municipi d'Ylitornio (66° 23′ 52″ N, 23° 43′ 31″ E)
  - "Tornea" (església d'Alatornio, Alatornion kirkko), al municipi de Tornio (65° 49′ 48″ N, 24° 9′ 26″ E)
  - "Oravivuori" (abans Puolakka), al municipi de Korpilahti (61° 55′ 36″ N, 25° 32′ 1″ E)
  - "Tornikallio" (abans Porlom II), al municipi de Lapinjärvi (60° 42′ 17″ N, 26° 0′ 12″ E)
  - "Mustaviiri" (abans Svartvira), al municipi de Pyhtää (60° 16′ 35″ N, 26° 36′ 12″ E)

- Rússia:
  - "Mäki-päälys", "Punkt Miakipiallius" («Пункт Мякипяллюс», Mäki-päälys, Mäkinpäällys) - (60° 4′ 27″ N, 26° 58′ 11″ E, Illa de Gogland)
  - "Punt Z", "Hogland" («Точка Z», "Gogland") - (60° 5′ 7″ N, 26° 57′ 40″ E, Illa de Gogland)

Els dos punts geodèsics de Rússia es troben a l'illa de Suursaari, Suursaar, Gogland o Hogland (rus: Го́гланд, suec: Hogland, finlandès: Suursaari, estonià: Suursaar).
- Estònia:
  - "Woibifer" (Võivere), districte de Väike-Maarja, Avanduse (59° 3′ 28″ N, 26° 20′ 16″ E)
  - "Katko" (Simuna), districte de Väike-Maarja, Avanduse (59° 2′ 54″ N, 26° 24′ 51″ E)
  - "Dorpat" (Observatori de Tartu), a Tartu (58° 22′ 44″ N, 26° 43′ 12″ E)

- Letònia:
  - "Sestu-Kalns" (Ziestu), a Sausneja (56° 50′ 24″ N, 25° 38′ 12″ E)
  - "Jacobstadt" (Jēkabpils), a Jēkabpils (56° 30′ 5″ N, 25° 51′ 24″ E)

- Lituània:
  - "Karischki" (Gireišiai), a Panemunėlis (55° 54′ 9″ N, 25° 26′ 12″ E)
  - "Meschkanzi" (Meškonys), a Nemenčinė (54° 55′ 51″ N, 25° 19′ 0″ E)
  - "Beresnäki" (Paliepiukai), a Nemėžis (54° 38′ 4″ N, 25° 25′ 45″ E)

- Belarús:
  - "Tsiupixki" ("Цюпішкі"), poble de Tsiupixki, Ашмянскі раён, raion d'Aixmian, vóblasts de Hrodna (54° 17′ 30″ N, 26° 2′ 43″ E)
  - "Lapaty" ("Лапаты"), poble de Lapaty, Шчучынскі раён, raion de Xtxutxynsk, vóblasts de Hrodna (53° 33′ 38″ N, 24° 52′ 11″ E)
  - "Assounitsa" ("Асоўніца"), poble d'Assounitsa, Іванаўскі раён, raion d'Ivànava, vóblasts de Brest (52° 17′ 22″ N, 25° 38′ 58″ E)
  - "Xtxekotsk" ("Шчэкотск"), poble de Xtxekotsk, raion d'Ivànava, vóblasts de Brest (52° 12′ 28″ N, 25° 33′ 23″ E)
  - "Liaskàvitxy" ("Ляскавічы"), poble de Liaskàvitxy, raion d'Ivànava, vóblasts de Brest (52° 9′ 39″ N, 25° 34′ 17″ E)

- Ucraïna:
  - "Katerýnivka" («Катеринівка»), poble de Katerýnivka (село Катеринівка), óblast de Khmelnitski (49° 33′ 57″ N, 26° 45′ 22″ E)
  - "Feltxyn" («Фельштин»), poble de Hvardiiske (село Гвардійське), óblast de Khmelnitski (49° 19′ 48″ N, 26° 40′ 55″ E)
  - "Barànivka" («Баранівка»), poble de Barànivka (село Баранівка), óblast de Khmelnitski (49° 8′ 55″ N, 26° 59′ 30″ E)

- Moldàvia:
  - "Rudi", al poble de Rudi, Raionul Soroca, raion de Soroca (48° 19′ 8″ N, 27° 52′ 36″ E)

- Ucraïna de nou:
  - "Staronekràssivka" («Старонекрасівка»), poble de Starà Nekràssivka (село Стара Некрасівка), óblast d'Odessa (45° 19′ 54″ N, 28° 55′ 41″ E)